# Arola
Arola là một đô thị ở tỉnh Verbano-Cusio-Ossola trong vùng Piedmont, có cự ly khoảng 100 km về phía đông bắc của Torino và khoảng 20 km southvề phía tây của Verbania. Tại thời điểm ngày 31 tháng 12 năm 2004, đô thị này có dân số 284 người và diện tích là 6,5 km².
Đô thị Arola có các frazione (đơn vị cấp dưới) Pianezza.
Arola giáp các đô thị: Cesara, Civiasco, Madonna del Sasso.